# Phragmipedium warszewiczianum
Phragmipedium warszewiczianum är en orkidéart som först beskrevs av Heinrich Gustav Reichenbach, och fick sitt nu gällande namn av Rudolf Schlechter. Phragmipedium warszewiczianum ingår i släktet Phragmipedium och familjen orkidéer. Inga underarter finns listade i Catalogue of Life.

## Bildgalleri

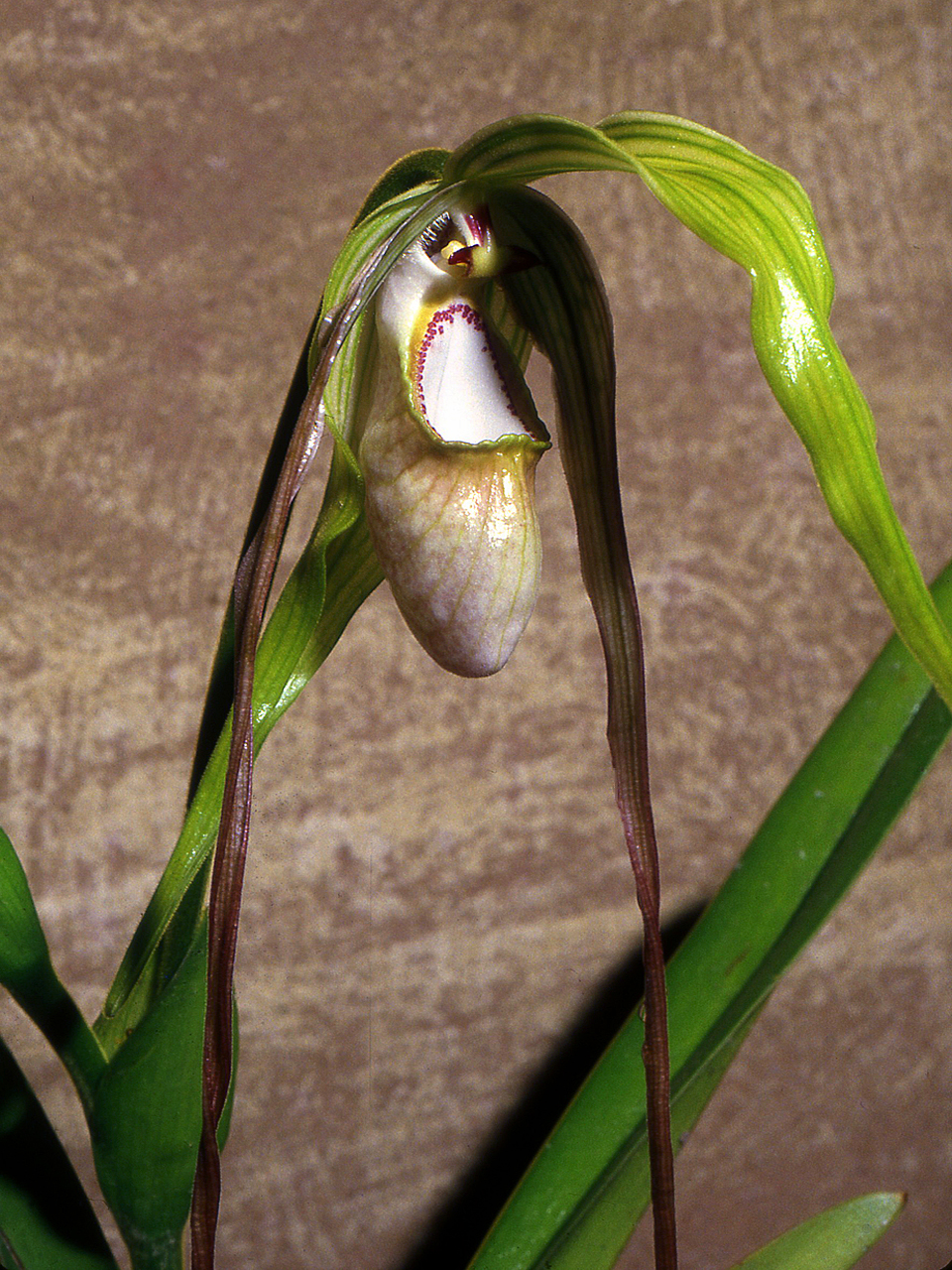
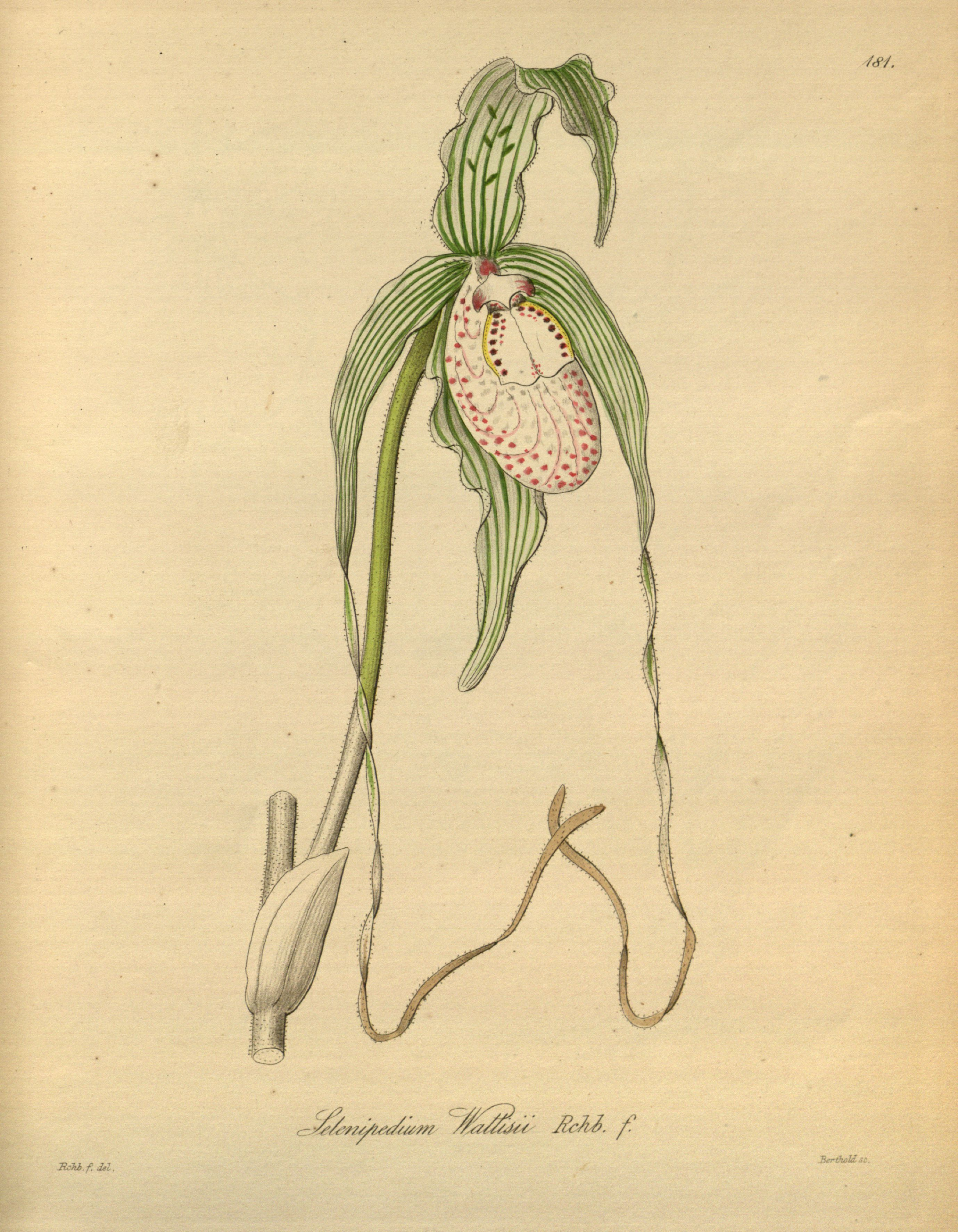
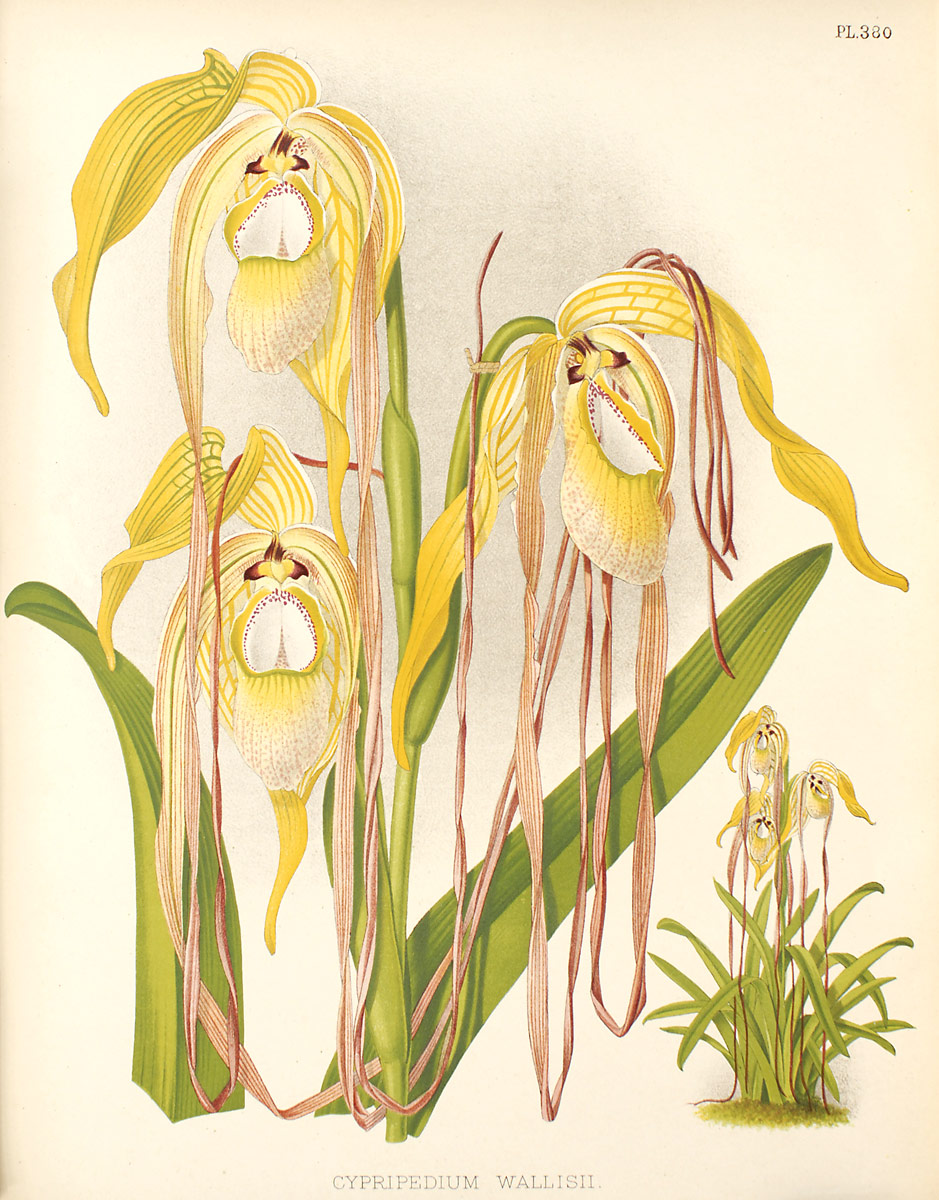